# Smilika
Smilika (lat. Omalotheca), biljni rod iz porodice glavočika smješten u tribus Gnaphalieae i podtribus Antennariinae. Antennariinae Ima nekoliko vrsta raširenih po Euroaziji i Sjevernoj Americi. U Hrvatskoj ima tri vrste

## Vrste
1. Omalotheca caucasica (Sommier & Levier) Czerep.
2. Omalotheca diminuta (Braun-Blanq.) Bartolucci & Galasso
3. Omalotheca hoppeana (W.D.J.Koch) Sch.Bip. & F.W.Schultz
4. Omalotheca leucopilina (Schott & Kotschy ex Boiss.) Holub
5. Omalotheca nanchuanensis (Y.Ling & Y.Q.Tseng) Holub
6. Omalotheca norvegica (Gunnerus) Sch.Bip. & F.W.Schultz
7. Omalotheca roeseri (Boiss. & Heldr.) Holub
8. Omalotheca supina (L.) DC.
9. Omalotheca sylvatica (L.) Sch.Bip. & F.W.Schultz
10. Omalotheca × traunsteineri (Murr) Dostál

## Sinonimi
- Synchaeta Kirp.